# Igo Etrich
Ignaz "Igo" Etrich (Ober Altstadt, en las cercanías de Trutnov, 25 de diciembre de 1879 - Salzburgo, 4 de febrero de 1967) fue un pionero de la aviación austríaco, piloto e inventor de aviones.

## Biografía

### Educación
Etrich era el mayor de cinco hijos de una familia acomodada. Por ser el mayor le pusieron el nombre de su padre y para evitar confusiones jamás lo utilizó, siempre se llamó Igo. La familia había hecho dinero con una industria textil (el padre tenía nueve fábricas). Cuando el yute empezó a sustituir al lino como fibra, él fue uno de los primeros en usarlo y se hizo millonario. Las innovaciones técnicas siempre le habían interesado y pensó que su hijo podía dedicarse a la incipiente aviación. 

### Carrera
Igo fue a Berlín y allí compró uno de los planeadores de Otto Lilienthal para estudiarlo. Muy pronto se dio cuenta de que era muy difícil de manejar y muy inestable. En un vuelo de prueba una corriente de aire le tiró y estuvo varios días en el hospital. Así que estuvo pensando en el problema de la estabilidad. Hojeando la literatura existente encontró un trabajo del profesor Ahlborn de Hamburgo en el que hablaba del vuelo y de los movimientos de caída de las superficies planas en el aire. Ahlborn describía minuciosamente el vuelo de la semilla de una cucurbitácea javanesa: Alsomitra macrocarpa. Los Etrich consiguieron semillas de esa planta e hicieron ensayos de vuelo. Vieron entusiasmados que esa semilla tan grande como la mano, sus aletas ultrafinas, sus extremidades curvadas como un boomerang, y su núcleo, situado exactamente en el centro de gravedad era de una estabilidad absoluta. Se podía lanzar al aire no importaba de qué forma que tras un pequeño vuelo en barrena, se ponía a planear y a perder lentamente altura.
En 1905 hicieron un ala de 10 m de envergadura y 38 m² de superficie. Todo el aparato pesaba 164 kg y fue capaz de transportar un saco de arena de 70 kg. Situaban el ala en una vagoneta que iba por una pendiente cuesta abajo. Al llegar a los 47 km/h el ala de despegaba y comenzaba a planear en un vuelo autónomo que podía llegar a los 300 m. Franz Wels, un colaborador, hizo la experiencia decisiva: quitó el saco y se puso él. Wels despegó y aterrizó muchas veces sin el menor problema: el aeroplano era realmente estable. Su siguiente paso fue poner un motor de cuarenta caballos en el ala, pero se dio cuenta de que pesaba tanto que desestabilizaba el ala. Lograr un ala estable con un motor tan grande demostró no ser una tarea nada sencilla.
Igo Etrich tomó una decisión drástica, aunque quizá era la única posible: quemó su ala voladora y empezó de cero. Durante el invierno de 1909-1910 construyó un nuevo aparato. La parte delantera era básicamente su famosa ala, pero había añadido un fuselaje y un estabilizador, era un verdadero avión, el estabilizador era similar al timón de cola de una paloma. Pero era de una escala 1/10. Al ver que funcionaba muy bien, trazó con tiza en el suelo, los bordes del aparato de verdad. Se fue a París y allí encontró un nuevo motor de 40 CV que ahora pesaba bastante menos. También compró una de las nuevas hélices de madera del tipo que usaba Louis Blériot.
El primer vuelo podría haber costado la vida a Etrich: el centro de gravedad estaba demasiado atrás y el avión al despegar levantó la nariz y basculó hacia atrás. El segundo vuelo, tras corregir el centro de gravedad, fue un éxito. Voló perfectamente. Ya que en parte se basaba en una paloma le llamaron Taube (‘paloma’ en alemán). El Taube fue de éxito en éxito ganado casi todos los premios a los que se presentaba, entre ellos el premio de 200.000 coronas de oro a quien volase ida y vuelta desde Viena a Horn.
La clave estaba en la autoestabilidad conseguida imitando a una semilla. Una prueba de lo estable que era la tenemos en un error: un obrero puso la mano sobre el gas y el avión arrancó él solo, voló durante 200 km y aterrizó finalmente en un prado. Al aterrizar picó de cabeza porque las ruedas se metieron en un bache.
Etrich refinó su Taube para cumplir los requerimientos del ejército, el avión tenía que ser capaz de aterrizar en un campo recién arado.
En 1912 fundó su empresa Etrich-Fliegerwerke en Liebau (actualmente Lubawka, Polonia) y diseñó su primer avión de pasajeros con una cabina totalmente cerrada para los pasajeros, lo llamó Luft-Limousine.
Posteriormente se trasladó a Alemania, en donde fundó la famosa Brandenburgischen Fliegerwerke, llevándose con él desde Liebau su principal diseñador, Ernst Heinkel.
Otro diseñador de aeronaves, Rumpler, modificó ligeramente el diseño del Taube, afirmó ser el desarrollador y se negó a pagar los honorarios de licencia a Etrich. Después de una breve disputa en los tribunales, Etrich dejó la disputa con la llegada de la Primera Guerra Mundial, e hizo libre el diseño de su Taube.
Después de la Gran Guerra Etrich se fue a la recién fundada Checoslovaquia, y construyó otro avión: su Sport-Taube. Cuentan que volaba más rápido (equipado con un solo motor de 40 HP) que los aviones militares checos de la época. Las autoridades afirmaron que él construía el avión para contrabando y se lo confiscaron.

## Aeronaves
- El avión Etrich II está expuesto en el "Technisches Museum" de Viena, Austria.
- El Sport-Taube se puede ver en el "Technischen Museum Prague" en Praga, República Checa.